# Jules Léger
Joseph Jules Léger (4 de abril de 1913 – 22 de noviembre de 1980) fue un diplomático y estadista canadiense ejerció como gobernador general de Canadá de 1974 a 1979.
Léger nació y se educó en Quebec y Francia antes de comenzar una carrera en el Departamento de Asuntos Exteriores de Canadá y, finalmente, se desempeñó como embajador en varios países. En 1973 fue nombrado gobernador general por la reina Isabel II, por recomendación del primer ministro de Canadá, Pierre Trudeau. Como representante de la Reina, a Léger se le atribuyó la modernización de la oficina y el fomento de la unidad canadiense.
El 1 de junio de 1979 Léger prestó juramento en el Consejo Privado de la Reina de Canadá, dándole el estilo acorde de El Honorable . Sin embargo, como exgobernador general de Canadá, Léger tenía derecho a ser diseñado de por vida con la forma superior de The Right Honorable. Murió el 22 de noviembre de 1980.

## Biografía
Nacido en Saint-Anicet, Quebec, hijo de Ernest y Alda (née Beauvais), Léger, junto con su hermano y futuro cardenal Paul-Émile se crio en una familia religiosa devota. Después de completar la escuela secundaria, Léger pasó al Collège de Valleyfield y luego a la Universidad de Montreal, donde completó una licenciatura en derecho . Posteriormente, Léger se matriculó en la Sorbona de París, donde se obtuvo su doctorado en 1938, el mismo año en que, el 13 de agosto, se casó con Gabrielle Carmel, a quien había conocido en la Universidad de París. La pareja tuvo dos hijas, Francine y Helene.
Cuando Léger regresó a Canadá a finales de 1938 fue contratado como editor asociado de Le Droit en Ottawa, pero permaneció allí solo un año antes de convertirse en profesor de historia diplomática en la Universidad de Ottawa hasta 1942. Simultáneamente, Léger ingresó en 1940 al Departamento de Relaciones Exteriores y en poco más de 13 años recibió su primer puesto diplomático en el extranjero como embajador de Canadá en México. Tras su retiro de ese cargo el 1 de agosto de 1954, regresó a Ottawa para desempeñarse como subsecretario de Estado para asuntos exteriores, hasta que, el 25 de septiembre de 1958, fue comisionado como embajador y representante permanente ante el Consejo del Atlántico Norte, ocupando ese cargo hasta el 5 de julio de 1962, así como el representante de Canadá ante la Organización para la Cooperación Económica Europea en París. Luego, de 1962 a 1964, Léger ocupó el cargo de embajador en Italia, y, de 1964 a 1968 fue embajador en Francia . Fue durante este tiempo, en julio de 1967, que el presidente francés Charles de Gaulle visitó Canadá para asistir a la Expo 67, y en Montreal pronunció su discurso Vive le Québec libre . Este evento provocó un escalofrío diplomático durante muchos años entre Canadá y Francia; sin embargo, Léger atrajo admiración por su posterior manejo sensible de la política de De Gaulle hacia Quebec.
Para 1968, Léger había regresado a la capital de Canadá y fue nombrado subsecretario de Estado, proporcionando la base administrativa para la política exterior del primer ministro Lester B. Pearson y las políticas sobre bilingüismo y multiculturalismo desarrolladas por el gabinete presidido por el sucesor de Pearson, Pierre Trudeau. Léger dejó ese cargo en 1972 y se desempeñó brevemente como embajador en Bélgica y Luxemburgo entre marzo de 1973 y enero de 1974. Su hija Francine se suicidó en la Embajada de Canadá en 1968.

## Gobernador General de Canadá
Fue el 5 de octubre de 1973 que la reina Isabel II, por encargo bajo el manual de signos real y el Gran Sello de Canadá, designó a Léger, elegido por Pierre Trudeau, para suceder a Roland Michener como representante de la reina. Posteriormente fue juramentado durante una ceremonia en la cámara del Senado el 14 de enero del año siguiente.
Solo seis meses después, justo antes de una ceremonia en la que iba a recibir un título honorario de la Universidad de Sherbrooke, Léger sufrió un derrame cerebral, dejándolo con dificultad para hablar y un brazo derecho paralizado. Aunque regresó a sus deberes virreinales poco después, presidiendo una investidura de la Orden de Canadá en diciembre de 1974, su esposa lo ayudó en muchas ocasiones, incluso leyendo partes del Discurso del Trono en 1976 y 1978. Aun así, los Léger viajaron por todo el país, alentando la unidad canadiense en un momento plagado de disputas de soberanía de Quebec y la alienación percibida por otras regiones, además de promover las bellas artes y los esfuerzos artísticos, esto teniendo amistad con pintores como Jean Paul Lemieux, Alfred Pellan y Jean Dallaire . En 1978 Léger estableció el Premio Jules Léger de Nueva Música de Cámara. También estableció un premio para la conservación del patrimonio y la Beca Jules Léger para promover la excelencia académica en programas bilingües en la Universidad de Regina . A Léger se le atribuyó la gran modernización de la Oficina del Gobernador General, entre otras cosas, evitando la vestimenta tradicional de la corte del uniforme de Windsor en favor del traje de mañana en las funciones estatales, aunque también fue criticado negativamente por lo mismo, así como por pedir que no se usen condecoraciones, en particular las de la Segunda Guerra Mundial, en ciertos eventos estatales. Fue criticado aún más por permanecer en una oficina tan importante a pesar de su incapacidad. Aun así, se mantuvo enfocado en la persona y la institución que representaba, y se sabía que le escribía a la Reina mensualmente. Su retrato oficial fue el primero en incluir a la consorte virreinal, hecho para reconocer las contribuciones de Gabrielle al servicio de su esposo.

## Post vida virreinal
Después de dejar Rideau Hall, los Léger continuaron viviendo en Ottawa. Léger murió el 22 de noviembre de 1980.

## Honores
Compromisos
- 19 de junio de 1973 – 14 de enero de 1974: Compañero de la Orden de Canadá (CC)[13]
  - 14 de enero de 1974 – 22 de enero de 1979: Canciller y Compañero Principal de la Orden de Canadá (CC)
  - 22 de enero de 1979 – 22 de noviembre de 1980: Compañero de la Orden de Canadá (CC)
- 14 de enero de 1974 – 22 de enero de 1979: Canciller y Comendador de la Orden del Mérito Militar (CMM)[14]
  - 22 de enero de 1979 – 22 de noviembre de 1980: Comandante de la Orden del Mérito Militar (CMM)
- 14 de enero de 1974 – 22 de enero de 1979: Caballero de Justicia, Prior y Oficial Principal en Canadá de la Venerabilísima Orden del Hospital de San Juan de Jerusalén (KStJ)[15]
  - 22 de enero de 1979 – 22 de noviembre de 1980: Caballero de Justicia de la Venerabilísima Orden del Hospital de San Juan de Jerusalén (KStJ)
- 14 de enero de 1974 – 22 de enero de 1979: Jefe Scout de Canadá
- 1974 – 22 de noviembre de 1980: Miembro honorario del Club del Real Colegio Militar de Canadá
- 1 de junio de 1979 – 22 de noviembre de 1980: Miembro del Consejo Privado de la Reina de Canadá (PC)

Medallas
- 14 de enero de 1974: Decoración de las fuerzas canadienses (CD)
- 1977: Medalla del Jubileo de Plata de la Reina Isabel II

### Nombramientos militares honorarios
- 14 de enero de 1974 – 22 de enero de 1979: Coronel de las Guardias a caballo del gobernador general
- 14 de enero de 1974 – 22 de enero de 1979: Coronel de los Guardapiés del gobernador general
- 14 de enero de 1974 – 22 de enero de 1979: Coronel de las Guardias de granaderos canadienses

### Títulos honoríficos
- 31 de marzo de 1974: Universidad de Columbia Británica, Doctorado en Derecho (LLD)[16]
- 8 de junio de 1974: Universidad de Sherbrooke, honoris causa (DUniv)[17]
- 7 de febrero de 1976: Escuela Militar de Canadá, Doctorado en Derecho (LLD)[18]
- : University of Ottawa, Doctorado en Derecho (LLD)

### Epónimos honoríficos
Premios
- Canadá: Beca Jules y Gabrielle Léger
- Saskatchewan: Beca Jules Léger, Universidad de Regina